# Sophia B. Packard

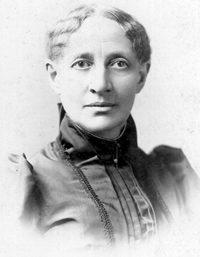
Sophia B. Packard

Sophia Betsey Packard (* 3. Januar 1824 in New Salem, Massachusetts, USA; † 21. Juni 1891 in Washington, D.C., USA) war eine amerikanische Pädagogin und Schulgründerin. Sie gründete mit Harriet E. Giles das Spelman College, eine Schule für afroamerikanische Frauen in Atlanta.

## Leben und Werk

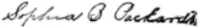
Unterschrift von Sophia B. Packard aus The National Cyclopaedia of American Biography, Band II, 1921, Seite 270

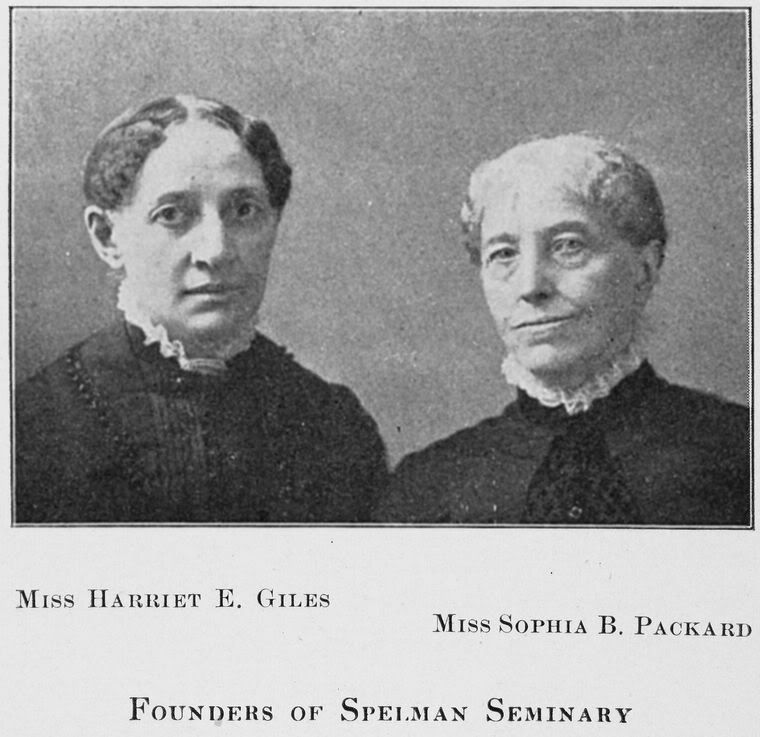
Harriet E. Giles und Sophia B. Packard

Packard war die Tochter der Bauern Winslow Packard und von Rachel Freeman Packard. Während ihrer Kindheit besuchten sie und ihre Familie die Baptistenkirche in North Prescott, einer Stadt in der Nähe von New Salem. 1850 schloss sie ihr Studium am Charleston Female Seminary ab und wurde nach mehrjähriger Lehrtätigkeit 1855 Dozentin an der New Salem Academy. Dort lernte sie die Schülerin Harriet Giles kennen.
Durch den Entschluss, eine eigene Schule zu gründen, wurden die beiden Frauen lebenslange Freundinnen und Kolleginnen. Später unterrichteten sie an Schulen in den Dörfern Petersham und Orange, bevor sie 1859 ihre eigene Schule in Fitchburg, fünfzig Meilen nordwestlich von Boston, eröffneten. Treuhänder der Connecticut Literary Institution in Suffield, Connecticut, überredeten Packard eine Stelle als Lehrerin an ihrer Schule anzunehmen. Giles trat ebenfalls dem Lehrpersonal dieser von Baptisten kontrollierten Einrichtung bei, und beide Frauen unterrichteten dort von 1859 bis 1864.
Von 1864 bis 1867 war Packard Mitdirektorin des Oread Collegiate Institute in Worcester, Massachusetts. Anschließend zog sie nach Boston, wo sie 1870 Pfarrassistentin unter Reverend George C. Lorimer der Shawmut Avenue Baptist Church und später des Tremont Temple wurde.
1877 war Packard an der Gründung der Woman’s American Baptist Home Mission Society (WABHMS), einer Hilfsorganisation der American Baptist Home Mission Society (ABHMS), beteiligt. Die WABHMS bestand überwiegend aus Frauen aus Neuengland und versuchte, ehemalige Sklaven, Indianer und die zunehmende Zahl von Einwanderern, die in die Vereinigten Staaten einreisten, auszubilden. Packard fungierte zunächst als Schatzmeisterin der Organisation, bevor sie 1878 zur korrespondierenden Sekretärin der WABHMS gewählt wurde.
1880 bereiste Packard den Süden und beschloss, in Georgia eine Schule für afroamerikanische Frauen und Mädchen zu eröffnen. Nachdem sie die Woman’s American Baptist Home Mission Society von einer Unterstützung überzeugt hatte, zog sie 1881 nach Atlanta und eröffnete mit Giles eine Schule im Keller der Friendship Baptist Church. Die Zahl der Einschreibungen am Atlanta Baptist Female Seminary nahm schnell zu. Zusätzlich zum Unterricht in der Schule hielten die beiden Frauen auch Gebetstreffen ab, leiteten Sonntagsschulen und gaben Nähkurse.
Die American Baptist Home Mission Society leistete 1882 eine Anzahlung für einen dauerhaften Standort für die Schule, und Anfang 1883 zog die Schule an ihren neuen Standort um. 1884 beglich der Unternehmer John D. Rockefeller den fälligen Restbetrag. Die Schule erhielt zu Ehren von Rockefellers Frau Laura Celestia Spelman und ihren Eltern den Namen Spelman Seminary.

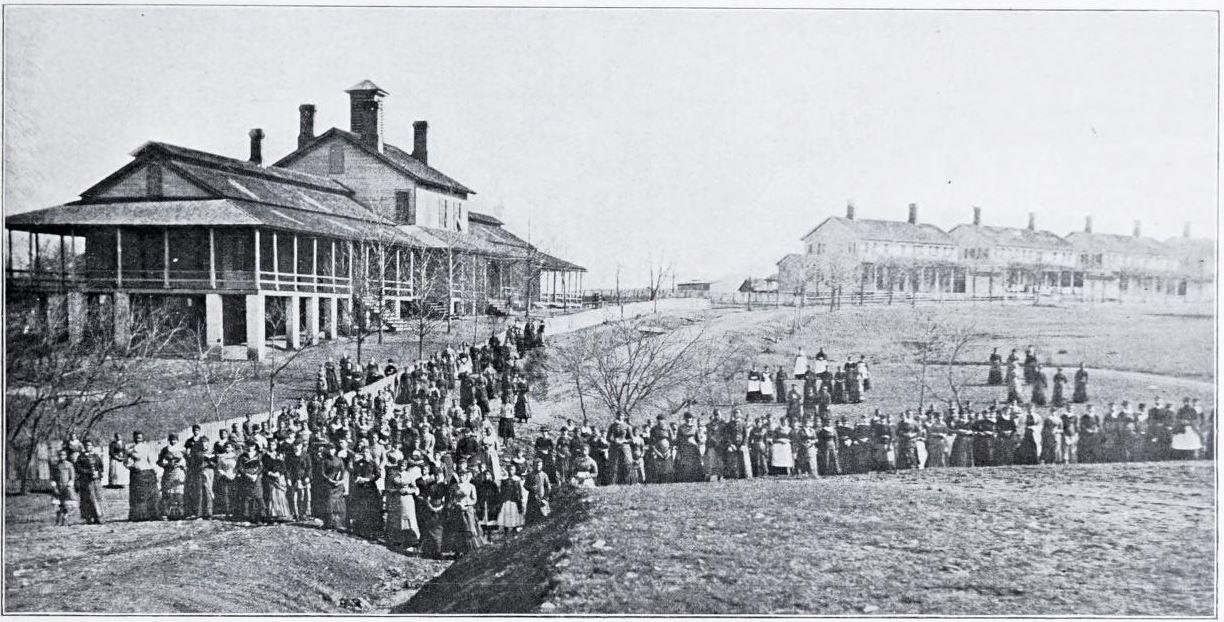
Die „Old Barracks“, Atlanta. Der neue Standort von Spelman im Jahr 1883

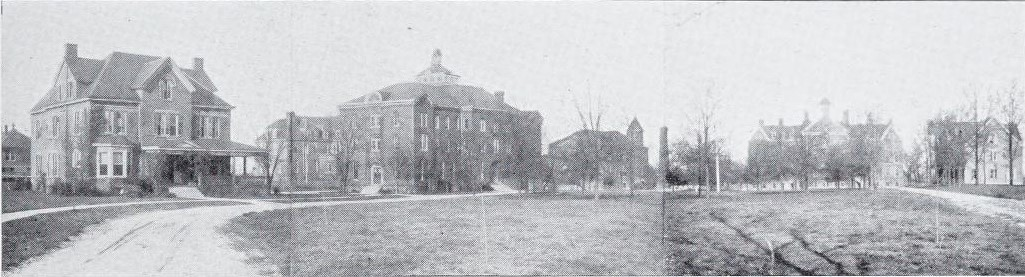
Der Campus und die Gebäude des Spelman Seminary in Atlanta, 1908

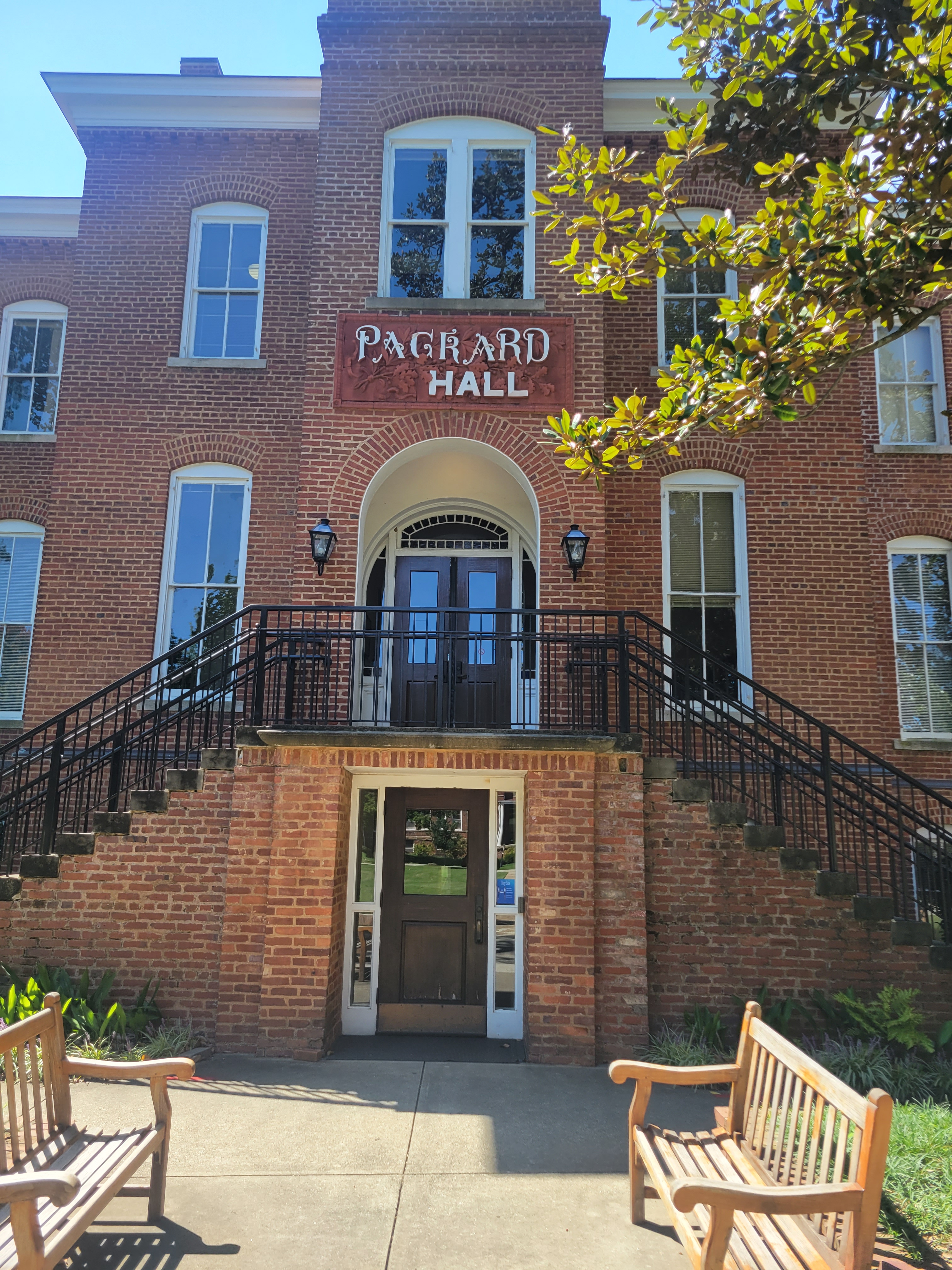
Packard Hall am Spelman College, 2023

1886 wurde die Rockefeller Hall mit Büros, einer Kapelle und Schlafsälen gebaut und 1988 wurde Packard Hall errichtet. Mit der Erteilung einer Staatsurkunde wurde Packard 1888 Schatzmeisterin des Kuratoriums und war bis zu ihrem Tod Präsidentin der Schule. Zu diesem Zeitpunkt hatte das Spelman Seminary 464 Studenten und 34 Lehrkräfte. 1924 wurde das Spelman Seminary zum Spelman College und 1929 zusammen mit dem Morehouse College der Atlanta-Universität angegliedert.
Packard starb 1891. Packard und Giles sind nebeneinander auf dem Grab der Familie Packard auf dem Silver Lake Cemetery in Athol, Massachusetts, begraben.